# Squaliforma emarginata
Squaliforma emarginata är en fiskart som först beskrevs av Valenciennes, 1840.  Squaliforma emarginata ingår i släktet Squaliforma och familjen Loricariidae. Inga underarter finns listade i Catalogue of Life.